# Усеинов, Тимур Бекирович
Тиму́р Беки́рович Усеи́нов (укр. Тімур Бекірович Усеїнов; род. 1 мая 1972, Шахрисабз, Кашкадарьинская область) — учёный-филолог, литературовед, специалист, в области средневековой и современной крымскотатарской (тюркоязычной) литературы. Доктор филологических наук, доцент, профессор кафедры крымскотатарской филологии Института филологии КФУ имени В. И. Вернадского (Симферополь).

## Научная карьера
- В 1994 г. — окончил Симферопольский государственный университет (специальность «Филолог. Преподаватель крымскотатарского языка и литературы, преподаватель русского языка и литературы»);
- В 1998 г. — окончил очную аспирантуру (кафедра крымскотатарской литературы Симферопольского государственного университета);
- 28.04.2000 г. — защитил кандидатскую диссертацию «Поэтическое наследие Газаи» (специальность 10.01.10 — крымскотатарская литература, НАН Украины, Институт Востоковедения имени А. Крымского); https://viewer.rusneb.ru/ru/rsl01000783874?page=20, https://viewer.rsl.ru/ru/rsl01000783874?page=1&rotate=0&theme=white
- С 2003 г. — обладает учёным званием доцент;
- С 01.09.2010 г. по 01.03.2013 г. — докторант Таврического национального университета имени В. И. Вернадского;
- 21.12.2012 г. — защитил докторскую диссертацию на тему «Классическая крымскотатарская письменная поэзия конца XVI—начала XVIII вв. Архитектоника. Семантика» (специальность 10.01.10 — крымскотатарская литература, Киевский национальный университет имени Тараса Шевченко; https://www.academia.edu/36322662
- С 01.03.2013 г. по 01.09.2014 г. — заведующий кафедрой крымскотатарской литературы, Таврический национальный университет имени В.И. Вернадского[1].
- С 19.06.2013 г. — в должности профессора кафедры крымскотатарской филологии Института филологии ТА ФГАОУ ВО «Крымский федеральный университет имени В. И. Вернадского» (Симферополь). — https://ta.cfuv.ru/personpages/yseinov
- С 2013 г. — главный научный сотрудник Научно-исследовательского института крымскотатарской филологии, истории и культуры этносов Крыма, ГБОУВО РК «Крымский инженерно-педагогический университет» (Симферополь).

## Членство в организациях
- С 2010 г. — член Союза крымскотатарских писателей;
- С 2014 г. — член редакционной коллегии журнала «Крымское историческое обозрение». Учредитель: Институт истории имени Ш. Марджани Академии наук Республики Татарстан, Казань. — https://elibrary.ru/title_about_new.asp?id=54363
- С 2017 г. — член редакционной коллегии журнала «Вопросы крымскотатарской филологии, истории и культуры». Учредитель: Крымский инженерно-педагогический университет, Симферополь.
- С 2018 г. — член редакционной коллегии журнала «Ученые записки Крымского федерального университета имени В. И. Вернадского. Филологические науки». Учредитель: Крымский федеральный университет имени В. И. Вернадского, Симферополь. — http://sn-philol.cfuv.ru/redaktsionnaya-kollegiya/

## Сфера научных интересов
- история средневековой крымскотатарской литературы (XV—XVIII вв.);
- теория средневековой османской и крымскотатарской силлабической поэзии;
- теория средневековой османской и крымскотатарской метрической поэзии;
- крымскотатарская ашыкская поэзия (XVII—XVIII вв.);
- методика преподавания средневековой и современной крымскотатарской литературы;
- семантика образа в письменной поэзии Крымского ханства (XV—XVIII вв.);
- образная система в письменной поэзии Крымского ханства (XV—XVIII вв.);
- творчество Газы Герай хана II (Газайи) (1554—1607);
- творчество Мемедемина Яшара (1936—2007);
- крымскотатарская эмигрантская литература (XIX—XXI вв.);
- крымскотатарская лексикография;
- этнопоэтика паремий степных крымских татар.

## Публикации
Т. Б. Усеинов — автор более 170 научных работ: 7-ми монографий, 3-х словарей, 3-х учебных пособий и др.

#### Монографии
- Усеинов Т. Б. Семантический аспект поэзии Газаи : (газельное наследие крымского хана) : Монография. — Симферополь : Крымучпедгиз, 2008. — Кн. 1. — 140 с. — ISBN 978-966-354-278-2.

- Усеинов Т. Б. Народный стих Мемедемина Яшара. — Монография. Книга 2 — Симферополь: КРП "Издательство «Крымучпедгиз», 2009. — 160 с. — https://www.academia.edu/36133082
- Усеинов Т. Б. Сущность и особенности средневекового крымскотатарского аруза. — Монография. Книга 3 — Симферополь: КРП "Издательство «Крымучпедгиз», 2009. — 130 с. — https://www.academia.edu/36133068
- Усеинов Т. Б. Ритм и образ в крымскотатарской письменной поэзии классического периода (конец XVI—начало XVIII вв.): монография. — Симферополь: КРП "Издательство «Крымучпедгиз», 2012. — 424 с.
- Усеинов Т. Б. Крымскотатарский бармак. — Монография. Книга 7 — Симферополь: КРП "Издательство «Крымучпедгиз», 2014. — 126 с. — https://www.academia.edu/36132942
- Меметов А. М., Меметов И. А., Усеинов Т. Б., Сухоруков А. Н. Развитие востоковедения в Крыму (XI-начало XX века). — Симферополь: ИТ «АРИАЛ», 2019. — 180 с. — https://www.academia.edu/41239397

#### Словари
- Крымскотатарско-русский словарь силлабической поэзии Ашыка Омера: 3400 слов. Книга 4 / Сост. А. Меметов, Т.Б. Усеинов. — Симферополь: КРП "Издательство «Крымучпедгиз», 2010. — 130 с. https://www.academia.edu/36133051
- Крымскотатарско-русский словарь силлабической поэзии Мустафы Джевхери: 2800 слов. Книга 6 / Сост. Л.В. Грицик, Т.Б. Усеинов. — Симферополь: КРП "Издательство «Крымучпедгиз», 2012. — 132 с. https://www.academia.edu/36132954
- Большой крымскотатарско-русский словарь силлабической поэзии Мустафы Джевхери: 4300 слов. Книга 8 / Сост. Т.Б. Усеинов., Л.В. Грицик. — Симферополь: КРП "Издательство «Крымучпедгиз», 2014. — 192 с. https://www.academia.edu/36396173

#### Учебные и методические пособия
- Усеинов Т. Б. Къырымтатар эдебиятынынъ орта асырлар девири (Крымскотатарская литература периода Средневековья). Учебник-хрестоматия. — Симферополь: Крымучпедгиз, 1999. — 176 с. — На крымскотатарском языке. https://www.academia.edu/36132665
- Усеинов Т. Б. Къырымтатар иджрет эдебияты (Крымскотатарская эмигрантская литература) / Составители: Куртумеров Э. Э., Усеинов Т. Б., Харахады А. М. Учебное пособие — Симферополь: Крымучпедгиз, 2002. — 256 с. — На крымскотатарском языке. https://www.academia.edu/36396207
- Усеинов Т. Б. Размышления о поэзии Крымского ханства / Сборник статей — Симферополь: Оджакъ, 2005. — 164 с. — На крымскотатарском, украинском, русском и турецком яз. https://www.academia.edu/35783246

#### Статьи
- Усеинов Т. Б. Джемиль Кендже: Омюр ве яратыджылыгъы / Янъы дюнья, Симферополь: 1993, 21 мая. — https://www.academia.edu/35783545 — на крымскотатарском языке.
- Усеинов Т. Б. Немного о Шагине / Голос Крыма, Симферополь: 1996, 19 января.
- Усеинов Т. Б. Усеин Кефевий акъкъында базы малюматлар // Йылдыз. — 1996. — № 5.-С.80-84. — ISSN 0207-642X. — https://www.academia.edu/35783622 — на крымскотатарском языке.
- Усеинов Т. Б. Новые материалы о жизни и творчестве крымского правителя — Газы Герая // Культура народов Причерноморья. — 1997. — № 2. — С.311-313. — ISSN 15620808. https://www.academia.edu/35788193
- Усеинов Т.Б. XV—XVI асырларда гъазель лирикасында назире аньанеси, маиети ве хусусиетлери // Йылдыз. — 1999. — № 2. — С.127-129. — ISSN 0207-642X. — https://www.academia.edu/35824207 — на крымскотатарском языке.
- Усеинов Т. Б. Память на века / Маале, Симферополь: 1999, № 2 (июль).
- Усеинов Т. Б. Великий правитель и гуманист / Крымская газета, Симферополь: 1999, 17 августа.
- Усеинов Т. Б. Исмаил Феррух // Йылдыз. — 1999. — № 4. — С.129-134. — ISSN 0207-642X. — https://www.academia.edu/35824368 — на крымскотатарском языке.
- Усеинов Т. Б. Традиция назира в газельной лирике XV—XVI вв., её сущность и особенности // Культура народов Причерноморья. — 1999. — № 6. — С.447-448. — ISSN 15620808. — https://www.academia.edu/35812674
- Усеинов Т. Б. Бора Гъазы Герай ханнынъ гъазеллеринде архитектоника меселеси // Йылдыз. — 1999. — № 6. — С.186-189. — ISSN 0207-642X. —https://www.academia.edu/35824464. — на крымскотатарском языке.
- Усеинов Т. Б. Классичний період в історії кримськотатарської літератури // Східний світ. — 1998. — № 1-2. — С.145-148. — на украинском языке. —https://www.academia.edu/36230340
- Усеинов Т. Б. Поэтическое наследие Газаи : автореферат дис. … кандидата филологических наук : 10.01.10. — крымскотатарская литература — Симферополь, 2000. — 20 c. — на украинском языке. — http://cheloveknauka.com/v/473689/a?#?page=20, https://viewer.rsl.ru/ru/rsl01000783874?page=1&rotate=0&theme=white
- Усеинов Т. Б. Стихотворный метр в средневековой крымскотатарской и османской поэзии // Культура народов Причерноморья. — 2001. — № 17. — С.219-221. — ISSN 15620808. — https://www.academia.edu/35788542
- Усеинов Т. Б. Дидактические произведение Газаи // Востоковедный сборник (Сборник Таврического экологического института). — Выпуск IV. — Симферополь, 2000. — С.172-176. — https://www.academia.edu/35821396
- Усеинов Т. Б. Он знал, чего хотел от жизни / Крымская газета, Симферополь: 2001, 15 февраля.
- Useinov T.B. Orta asir doneminde Kirim Tatar edebiyati gelisimi // Kalgay. — 2001. — № 19. — С.24-25 (Издано в г. Бурса). — на турецком языке. — https://www.academia.edu/35784888
- Усеинов Т. Б. Рифма и редиф в творчестве Газаи // Учёные записки Крымского государственного индустриально-педагогического института. — Выпуск 1. — Симферополь, 2001. — С.121-123. — https://www.academia.edu/35829210
- Усеинов Т. Б. Использование предметных и цветовых характеристик при формировании образной системы в поэзии Крымского ханства // V Сходознавчи читання А. Кримського. Тези доповідей міжнародної наукової конференції. — Київ, 2001. — С.113-115. — https://www.academia.edu/35825453
- Усеинов Т. Б. Эдебий эсернинъ талиль этюв ёллары (орта асырларда язылгъан назм шекиллери эсасында) // Культура народов Причерноморья. — 2001. — № 22. — С.179-182. — ISSN 15620808. — на крымскотатарском языке. — https://www.academia.edu/35785553
- Усеинов Т. Б. Роль Джеляледдина Руми и Юнуса Эмре в развитии ашыкской поэзии Османской империи и Крымского ханства // Культура народов Причерноморья. — 2001. — № 24. — С.188-189. — ISSN 15620808. — https://www.academia.edu/35787463
- Усеинов Т. Б. Противопоставление образов влюблённого и соперника в поэтическом творчестве Газы Герай хана II (1554—1607) // Научный бюллетень Центра сбора и изучения рукописей и при кафедре крымскотатарского языка и литературы КГИПИ. — 2001. — № 1. — С.10. — http://ilmiyqirim.blogspot.ru/2011/07/ii-1554-1607.html
- Усеинов Т. Б. Крымскотатарская дворцовая литература XV—XVII веков // Культура народов Причерноморья. — 2001. — № 25. — С.102-105. — ISSN 15620808. —https://www.academia.edu/35807664
- Усеинов Т. Б. Религиозно-суфийская литература Крымского ханства // Культура народов Причерноморья. — 2001. — № 26. — С.289-291. — ISSN 15620808. —https://www.academia.edu/36230689
- Усеинов Т. Б. Критика в творчестве крымского правителя Газы Герай хана II (1554—1607) // Востоковедный сборник (Сборник Таврического экологического института). — Симферополь, 2002. — Выпуск V. — С.167-172. — https://www.academia.edu/35824008
- Усеинов Т. Б. Религиозная литература Крымского ханства // Сборник Актуальные вопросы истории крымских татар. I научные чтения к 120-летию типографии газеты «Терджиман». — Симферополь, 2002. — 70 с. — С.55-58. — https://www.academia.edu/35829123
- Усеинов Т. Б. Влияние арабской культуры и искусства на развитие литературных традиций Крымского ханства // Сходознавство. — 2002. — № 16. — С.98-101. —https://www.academia.edu/36229880
- Усеинов Т. Б. Героические произведения Газы Герай хана II (1554—1607) // Учёные записки Крымского индустриально-педагогического университета. — Выпуск 3. — 2002. — С.104-107. — https://www.academia.edu/35789093
- Усеинов Т. Б. Дидактические произведения Газаи // Научный бюллетень центра «Рукописная книга» при кафедре крымскотатарской и турецкой филологии Крымского государственного инженерно-педагогического университета. — 2003. — № 5. — С.2-3. — https://www.academia.edu/35787083
- Усеинов Т. Б. Языковые тенденции в поэзии Крымского ханства // VII Сходознавчи читання А. Кримського. Тези доповідей міжнародної наукової конференції, 4-5 червня. — Київ, 2003. — С.97-99. — https://www.academia.edu/35829711
- Усеинов Т. Б. Крымскотатарская народная литература периода Крымского ханства // Культура народов Причерноморья.-2004. — № 54. — 329—331. — ISSN 15620808. — https://www.academia.edu/35788336
- Усеинов Т. Б. Народная литература Крымского ханства // VIII Сходознавчи читання А. Кримського. Тези доповідей міжнародної наукової конференції, 2-3 червня. — Київ, 2004. — С.100-102. — https://www.academia.edu/35829410
- Усеинов Т. Б. Кримськотатарська палацова література XV—XVII ст. // Україна-Туреччина: минуле, сучасне та майбутнє // Збірник наукових праць. — Упорядник: Туранли Ф. Г. — Київ: «Денеб», 2004. — 632 с. — С.394-396. — на украинском языке. — https://www.academia.edu/35824801
- Усеинов Т. Б. История исследования османо-крымскотатарской ашыкской поэзии // Учёные записки Таврического национального университета имени В. И. Вернадского. — 2005. — Том 18 (57). — № 3 (Филология). — С. 158—161. — ISSN 16063715. — https://www.academia.edu/35788672
- Усеинов Т. Б. Влияние иранских литературных традиций на поэзию Крымского ханства // IX Сходознавчи читання А. Кримського. Тези доповідей міжнародної наукової конференції, 1-2 червня. — Київ, 2005. — С.76-78. — https://www.academia.edu/35829347
- Усеинов Т. Б. Степень изученности творчества — Газы Герай хана II (1554—1607) // Востоковедный сборник (Сборник Таврического гуманитарно-экологического института). — Выпуск VII. — Симферополь, 2006. — С.136-141. — https://www.academia.edu/35824184
- Усеинов Т. Б. Ашикська поєзія, як синтез течій середньовічної кримськотатарської літератури // Східний світ. — 2006. — № 1. — С. 139—141. — на украинском языке. — https://www.academia.edu/36231309
- Усеинов Т. Б. Рифма и клаузула в крымскотатарской поэзии, написанной на основе бармака // X Сходознавчи читання А. Кримського. Тези доповідей міжнародної наукової конференції, 5-6 жовтня. — Київ, 2006 . — С.156-159. — https://www.academia.edu/35829284
- Усеинов Т. Б. Строфа (бент): разновидности и применение в средневековой крымскотатарской поэзии // Культура народов Причерноморья. — 2006. — № 85. — С.84-90. — ISSN 15620808. — https://www.academia.edu/35788460
- Усеинов Т. Б. Бедий эсер талилининъ принциплери ве усуллары меселесине даир // Культура народов Причерноморья. — 2006. — № 86. — С.105-107. — на крымскотатарском языке. — ISSN 15620808. — https://www.academia.edu/35807559
- Усеинов Т. Б. Цезура (турак) и его роль в средневековой крымскотатарской поэзии // Культура народов Причерноморья. — 2006. — № 92. — С.78-80. — ISSN 15620808. — https://www.academia.edu/35787392
- Усеинов Т. Б. Средства поэтической выразительности в средневековой крымскотатарской поэзии // Культура народов Причерноморья. — 2007. — № 104. — С. 109—112. — ISSN 15620808. — https://www.academia.edu/35806313
- Усеинов Т. Б. Рифма в рамках средневекового крымскотатарского силлабического стиха // Культура народов Причерноморья. — 2007. — № 108. — С. 113—116. — ISSN 15620808. — https://www.academia.edu/35806424
- Усеинов Т. Б. Любовное чувство, как основа средневековой поэтической образной системы // Учёные записки Таврического национального университета имени В. И. Вернадского. — 2007. — Том 20 (59). — № 5 (Филология). — С. 129—134. — ISBN 5-7763-9818-5. — https://www.academia.edu/35788969, https://sn-philol.cfuv.ru/wp-content/uploads/2016/12/016_useinov.pdf
- Усеинов Т. Б. Образная система средневековой крымскотатарской силлабической поэзии. Превосходство и подчинение // Культура народов Причерноморья. 2007. — № 118. — С. 135—138. — ISSN 15620808. — https://www.academia.edu/35787257
- Усеинов Т. Б. Бармак в средневековой крымскотатарской народной поэзии // Культура народов Причерноморья. — 2007. — № 120. — С. 86-89. — ISSN 15620808. — https://www.academia.edu/35807461
- Усеинов Т. Б. Образная система средневековой крымскотатарской письменной силлабической поэзии. Божественная любовь к объекту поклонения мужского пола // Культура народов Причерноморья — 2008. — № 135. — С. 111—113. — ISSN 15620808. — https://www.academia.edu/35785866
- Усеинов Т. Б. Сатира в рамках средневековой крымскотатарской письменной силлабической поэзии // II Международный тюркологический симпозиум. Доклады (Uluslararası II. Türkoloji kong-resi. Bildiriler). — Симферополь — (КИПУ), 22-24 мая, 2008 г. — С. 367—374. — ISBN 978-966-8535-90-1. — https://www.academia.edu/35825087
- Усеинов Т. Б. Панегирик в рамках средневековой крымскотатарской письменной силлабической поэзии. Восхваление земного человека // Культура народов Причерноморья. — 2008. — № 136. — С. 31-33. — ISSN 15620808. — https://www.academia.edu/35787908
- Усеинов Т. Б. Образная система средневековой крымскотатарской письменной силлабической поэзии. Использование коранических и легендарных имён. Земная красавица и религиозный мотив // Культура народов Причерноморья. — 2009. — № 158. — С. 46-48. — ISSN 15620808. — https://www.academia.edu/35786969
- Усеинов Т.Б. «Сачма шиир» и его место в крымскотатарской народной поэзии // Культура народов Причерноморья. — 2010. — № 182. — С. 33-35. — ISSN 15620808. — https://www.academia.edu/35785720
- Усеинов Т. Б. Панегирик в рамках средневековой крымскотатарской письменной силлабической поэзии. Восхваление географической местности // Учёные записки Таврического национального университета имени В. И. Вернадского. — 2010. — Том 23 (62). — № 3 (Филология. Социальные коммуникации). — С.251-255. — ISSN 16063715. — https://www.academia.edu/36231041, https://www.elibrary.ru/download/elibrary_25306598_54594552.html
- Усеинов Т. Б. Роль и место стопы в средневековом крымскотатарском силлабическом стихе // Культура народов Причерноморья. — 2011. — № 199. — Том 2 — С. 69-71. — ISSN 15620808. — https://www.academia.edu/35816798
- Усеинов Т. Б. Панегирик в рамках средневековой крымскотатарской письменной силлабической поэзии. Восхваление местного населения // Культура народов Причерноморья. — 2011. — № 207. — С. 66-69. — ISSN 15620808. — https://www.academia.edu/35807786
- Усеинов Т. Б. Философия и дидактика в рамках средневековой крымскотатарской письменной силлабической поэзии // Учёные записки Таврического национального университета имени В.И. Вернадского. — 2011. — Том 24 (63). — № 3 (Филология. Социальные коммуникации). — С. 119—124. — ISSN 16063715. — https://www.academia.edu/35788898, https://www.elibrary.ru/download/elibrary_25306823_67808358.html
- Усеинов Т. Б. Къырымтатар шиириетинде пармакъ везни ве къафие // Йылдыз. — 2012. — № 1 (205). — С. 84-88. — ISSN 0207-642X. — на крымскотатарском языке.
- Усеинов Т. Б. Ритмические признаки средневекового крымскотатарского письменного силлабического стиха. Равносложность строк // Учёные записки Таврического национального университета имени В.И. Вернадского. — 2012. — Том 25 (64). — № 3. — Ч.1. — С. 67-70. — ISSN 16063715. — https://www.academia.edu/35817014, https://www.elibrary.ru/download/elibrary_25307058_58409554.html
- Усеинов Т. Б. Рифма в средневековом крымскотатарском метрическом стихе // Культура народов Причерноморья. — 2012. — № 241 — С. 212—214 — ISSN 15620808. — https://www.academia.edu/35816007
- Усеинов Т. Б. Рима у середньовічному кримськотатарському метричному віршi // Східний світ. — 2013. — № 1. — С. 83-86. — ISSN 16080599. — https://www.academia.edu/35824941
- Усеинов Т. Б. Образная система средневековой крымскотатарской письменной силлабической поэзии. Божественная любовь к объекту поклонения женского пола // Учёные записки Таврического национального университета имени В.И. Вернадского. — 2013. — Том 26 (65). — № 1. — Часть 1. — С. 110—115. — ISSN 16063715. — https://www.academia.edu/35825530
- Усеинов Т. Б. Использование сравнения и противопоставления цветовых характеристик в крымскотатарской ашыкской поэзии // Учёные записки Таврического национального университета имени В.И. Вернадского. — 2013. — Том 26 (65). — Часть 2. — С. 392—398. — ISSN 16063715. — https://www.academia.edu/35816953, https://www.elibrary.ru/download/elibrary_25306172_16752145.html
- Усеинов Т. Б. Къырымтатар силлабик шииринде ритмик къысымлар // Йылдыз. — 2014. — № 1 (216) — С. 102—107. — ISSN 0207-642X. — на крымскотатарском языке. — https://www.academia.edu/35828376
- Усеинов Т. Б. Возрастные категории при изображении образа земной красавицы в средневековой крымскотатарской ашыкской поэзии // Культура народов Причерноморья. — 2014. — № 266 — С. 196—199 — ISSN 15620808. — https://www.academia.edu/35830619
- Усеинов Т. Б. Автобиографические стихи Мемедемина Яшара // Культура народов Причерноморья. — 2014. — № 267. — С. 177—180 — ISSN 15620808. — https://www.academia.edu/35830490
- Усеинов Т. Б. Лирические стихи Мемедемина Яшара // Учёные записки Таврического национального университета имени В.И. Вернадского. Серия «Филология. Социальные коммуникации». — 2014. — Том 27 (66). — № 3. — С. 314—319. — ISSN 16063715. — https://www.academia.edu/35825608, https://www.elibrary.ru/download/elibrary_25383440_87104470.html
- Усеинов Т. Б. Теоретический аспект народного стиха Мемедемина Яшара // Учёные записки Таврического национального университета имени В. И. Вернадского. Серия «Филология. Социальные коммуникации». — 2014. — Том 27 (66). — № 4., Ч. 1. — С. 35-39. — ISSN 16063715. — https://www.academia.edu/35829073,
- Усеинов Т. Б. Редиф в средневековой крымскотатарской метрической и силлабической поэзии // Вопросы крымскотатарской филологии, истории и культуры. — 2016. — Выпуск 2. — С. 112—117. — https://www.academia.edu/36231548, https://www.elibrary.ru/download/elibrary_26525919_13891580.pdf
- Усеинов Т. Б. Крымскотатарская ашыкская поэзия. Образ и образная система // Сулеймановские чтения. Выпуск XIX: Труды и материалы / Под общ. ред. д-ра филол. наук. проф. Х.Ч. Алишиной. — Тюмень: Печатник, 2016. — 342 с. — https://www.academia.edu/35760165
- Усеинов Т. Б. Образная система крымскотатарской ашыкской силлабической поэзии конца XVI-начала XVIII вв. Земная лирика // Учёные записки Крымского федерального университета имени В.И. Вернадского. — 2016. — Том 2 (68). — № 3. — С.153-158. — ISSN 24131679. — https://www.academia.edu/35844796
- Усеинов Т. Б. Диалектологический взгляд на издание сборников крымскотатарских паремий // Научный вестник Крыма. — 2017 — № 3 (8). — C. 1-6. — eISSN 24999911. — https://www.academia.edu/35825654, https://www.elibrary.ru/download/elibrary_29673989_54483315.pdf
- Усеинов Т. Б. Героика в средневековой крымскотатарской ашыкской поэзии // Научный вестник Крыма. — 2017 — № 6 (11). — С. 1-5. — eISSN 24999911. — https://www.academia.edu/35825628, https://www.elibrary.ru/download/elibrary_30483804_56558358.pdf
- Усеинов Т. Б. Диалектологический аспект в процессе создания лексикографических изданий, отражающих крымскотатарский паремиологический фонд // Вопросы крымскотатарской филологии, истории и культуры. — 2017. — Выпуск 1 (4) — С. 5-10. — https://www.academia.edu/35785312, https://www.elibrary.ru/download/elibrary_32260434_75585305.pdf
- Усеинов Т. Б. Къырымтатар ашыкълар шиириетининъ огренилюв тарихы (История изучения крымскотатарской ашыкской поэзии) // Сборник тезисов участников III научно-практической конференции «Дни науки КФУ имени В.И. Вернадского». — Симферополь, 2017. — 1157 с. — С.492-494. — на крымскотатарском языке. —https://www.academia.edu/35757348
- Усеинов Т. Б. Крымскотатарская ашыкская поэзия. Образ и образная система // Научный вестник Крыма. — 2018. — № 2 (13). — С. 1-7. — eISSN 24999911. (0,5 п.л.). — https://www.academia.edu/36802312, https://www.elibrary.ru/download/elibrary_34904199_56215035.pdf
- Усеинов Т. Б. Основные прагматические функции крымскотатарского паремиологического фонда // Научный вестник Крыма. — 2018. — № 3 (14). — С. 1-11. (0,5 п.л.). — eISSN 24999911. — https://www.academia.edu/36802207, https://www.elibrary.ru/download/elibrary_35203929_79051492.pdf
- Усеинов Т. Б. Правила применения стопы и цезуры в средневековой крымско-татарской метрической поэзии // Программа и тезисы XXVI Международной научной конференции «Дмитриевские чтения» — Москва, 2018. — 112 с. — С.103-104. — https://www.academia.edu/37509724
- Усеинов Т. Б. Ударение и равносложность строк в крымскотатарском силлабическом стихе // Научный вестник Крыма. — 2018. — № 6 (17). — С. 1-7. (0,5 п.л.). — eISSN 24999911. — https://www.academia.edu/37596617, https://www.elibrary.ru/download/elibrary_36645269_73186166.pdf — на крымскотатарском языке.
- Усеинов Т. Б. Внутристиховая пауза в крымскотатарской силлабической поэзии // Научный вестник Крыма. — 2018. — № 7 (18). — С. 1-6. (0,5 п.л.). — eISSN 24999911. — https://www.academia.edu/37973845 — на крымскотатарском языке.
- Усеинов Т. Б. Философские мотивы в творчестве крымскотатарского поэта Румынии — Мемедемина Яшара (1936—2007) // Вопросы крымскотатарской филологии, истории и культуры. — 2018. — Выпуск 6. — С. 53-57. — https://www.academia.edu/38038346, https://www.elibrary.ru/download/elibrary_36921435_20409219.pdf
- Усеинов Т. Б. Крымский правитель, поэт и просветитель — Газы Герай хан II (1554—1607) // Научный вестник Крыма. — 2019. — № 1 (19). — С. 1-8. (0,5 п.л.). — eISSN 24999911. — https://www.academia.edu/38788711, https://www.elibrary.ru/download/elibrary_37845133_29040353.pdf
- Усеинов Т. Б. Метрические стихотворные формы средневековой крымскотатарской ашыкской поэзии // Научный вестник Крыма. — 2019. — № 2 (20). — С. 1-6. (0,5 п.л.). — eISSN 24999911. — https://www.academia.edu/38788460, https://www.elibrary.ru/download/elibrary_39538125_87726571.pdf
- Усеинов Т. Б. Крымскотатарские календарные пословицы рубежа XIX—XX вв. / Сибирский сборник: сборник научных статей / Под ред. З.А. Тычинских. — Вып. 4. — Тобольск: Тобольская типография, 2019. — 540 с.: ил. — ISBN 978-5-9909229-8-3. — С. 354—365. — https://www.academia.edu/39278396
- Усеинов Т. Б. Ошибочные утверждения в пословицах степных крымских татар рубежа XIX—XX вв. // Иранская филология и культурология: вызовы современности и перспективы развития. Материалы II конференции с международным участием. Симферополь, 15 мая 2019 г. — Симферополь, 2019. — 259 с. — С.133-137. — https://www.academia.edu/40254077
- Усеинов Т. Б. Сущность проклятий и защитных заговоров, особенности их применения степными крымскими татарами в пословицах рубежа XIX—XX вв. // Вопросы крымскотатарской филологии, истории и культуры. — 2019. — Выпуск 7. — С. 12-17. — https://www.academia.edu/40790287, https://www.elibrary.ru/download/elibrary_40834340_36226785.pdf
- Усеинов Т. Б. Отображение любви к объекту мужского пола в образной системе средневековой крымскотатарской ашыкской поэзии // Научные тенденции: Филология. Культурология. Искусствоведение. Сборник научных трудов по материалам XVIII международной научно-практической конференции. — Санкт-Петербург: Изд. ЦНК МОАН, 2019. — 28 с. — https://www.academia.edu/41239585
- Усеинов Т. Б. Гендерные стереотипы и гендерное неравенство в пословицах степных крымских татар рубежа XIX—XX вв., отражающих семейные отношения // Филология: научные исследования. — 2019. — № 6. — С. 156—165. DOI: 10.7256/2454-0749.2019.6.31435 (Входит в перечень ВАК, EBSCO). — https://www.academia.edu/41503386, https://nbpublish.com/library_read_article.php?id=31435
- Усеинов Т. Б. Персидские стихотворные формы в метрической поэзии Газы Герай Хана II (1554—1607) // Вопросы крымскотатарской филологии, истории и культуры. — 2019. — Выпуск 8. — С. 59-62. — https://www.academia.edu/41674936, https://www.elibrary.ru/download/elibrary_42355775_89142434.pdf
- Усеинов Т. Б. Влияние творчества персидских поэтов-классиков на поэзию Крымского ханства. В кн.: Наука и образование: отечественный и зарубежный опыт : международная научно-практическая конференция (18 марта 2019 г. Белгород): сборник статей — Белгород: Издательство ООО «ГиК», 2019. — 159 с. — https://www.academia.edu/41675408/
- Усеинов Т. Б. Этнокультурные стереотипы степных крымских татар и татар Добруджи на основе пословиц рубежа XIX—XX вв. // Филология: научные исследования. — 2020. — № 1. — С. 39-47. DOI: 10.7256/2454-0749.2020.1.31971 (Входит в перечень ВАК, EBSCO) — https://www.academia.edu/42179015, https://nbpublish.com/library_read_article.php?id=31971
- Усеинов Т. Б. Отражение животного и растительного мира в средневековой крымскотатарской ашыкской поэзии // Научный вестник Крыма. — 2020. — № 2 (25). — С. 1-7. (0,5 п.л.). — eISSN 24999911. — https://www.academia.edu/42992227, https://www.elibrary.ru/download/elibrary_43068792_44301736.pdf
- Усеинов Т. Б. Детские стихи Мемедемина Яшара (1936—2007) // Научный вестник Крыма. — 2020. — № 6 (29). — С. 1-6. (0,5 п.л.). — eISSN 24999911. — https://www.academia.edu/73746127, https://www.elibrary.ru/download/elibrary_44620811_79544503.pdf
- Усеинов Т. Б. Восточные любовные сюжеты в крымскотатарской ашыкской поэзии // «Проблема жанра в филологии». Материалы XVI Всероссийской научно-практической конференции. Дагестанский государственный университет. Декабрь, 2021. — Махачкала: ДГУ, 2021. — 349 с. — https://www.academia.edu/73552441, https://www.elibrary.ru/download/elibrary_48254526_21937692.pdf
- Усеинов Т. Б. Оригинальные и переводные произведения Мемедемина Яшара (1936—2007 гг.) // «Переводческий дискурс: междисциплинарный подход»: материалы V международной научно-практической конференции, Симферополь, 29-30 апреля 2021 г. / гл. ред. М. В. Норец. — Симферополь: ИТ «АРИАЛ», 2021. — С.330-334. — https://www.academia.edu/73728986, https://www.elibrary.ru/download/elibrary_45750108_13870980.pdf
- Усеинов Т. Б. Восточные сюжеты о любви в средневековой крымскотатарской ашыкской поэзии // «Крымскотатарский песенный фольклор: традиции и современность»: сборник научных трудов / науч. ред. В. И. Гуменюк. — Симферополь: ИТ «АРИАЛ», 2021. — С.25-31. — https://www.academia.edu/73742073, https://www.elibrary.ru/download/elibrary_46427141_49321114.pdf
- Усеинов Т. Б. Мусульманские колядки в честь праздника Ораза байрам в культуре степных крымских татар // Вопросы крымскотатарской филологии, истории и культуры. — 2021. — Выпуск 11. — С. 156—160. — https://www.academia.edu/73748506, https://www.elibrary.ru/download/elibrary_46516866_46913735.pdf
- Усеинов Т. Б. Панегирические мотивы в творчестве крымскотатарского поэта Румынии — Мемедемина Яшара (1936—2007) // Вопросы крымскотатарской филологии, истории и культуры. — 2021. — Выпуск 12. — С. 65-69. — https://www.academia.edu/73744567, https://www.elibrary.ru/download/elibrary_48122277_93775918.pdf
- Усеинов Т. Б. Сатирическое изображение действительности в стихах крымскотатарского поэта Румынии — Мемедемина Яшара (1936—2007) // Вопросы крымскотатарской филологии, истории и культуры. — 2022. — Выпуск 13. — С. 62-66. — https://www.academia.edu/90125955, https://www.elibrary.ru/download/elibrary_48750474_54773080.pdf
- Усеинов Т. Б. Теория силлабического стиха Мемедемина Яшара (1936—2007 гг.) // «Русский язык и литература в полилингвальном мире: вопросы изучения и преподавания. XVIII кирилло-мефодиевские чтения». Материалы Всероссийской научно-практической конференции, Карачаевск, 20-21 мая 2022 г. — Карачаевск: Изд-во Карачаево-Черкесский государственный университет им. У. Д. Алиева, 2022. — С.246-252. — https://www.academia.edu/90768007
- Усеинов Т. Б. К истории изучения жизни и творчества Газы Герай хана II (1554—1607) // «Проблема жанра в филологии». Материалы XVII всероссийской научно-практической конференции. Дагестанский государственный университет. Декабрь, 2022. — Махачкала: ДГУ, 2022. — C.144-150. — https://www.academia.edu/93361363, https://www.elibrary.ru/download/elibrary_50229139_40220315.pdf
- Усеинов Т. Б. Гендерная стереотипизация, отражающая кровное родство по прямой линии в пословицах степных крымских татар рубежа XIX—XX вв. // Вопросы крымскотатарской филологии, истории и культуры. — 2022. — Выпуск 14. — С. 67-72. — https://www.academia.edu/94147876, https://www.elibrary.ru/download/elibrary_54269581_78997933.pdf
- Усеинов Т. Б. Патриотизм в поздних стихах Мемедемина Яшара (1936—2007) // Вопросы крымскотатарской филологии, истории и культуры. — 2023. — Выпуск 15. — С. 56-64. — https://www.academia.edu/112953446, https://www.elibrary.ru/download/elibrary_54246079_76361215.pdf
- Усеинов Т. Б. Сопоставление и перечисление предметно-цветовых характеристик как приём усиления эмоциональной окраски в поэзии крымского правителя Газы Герай хана II // В сборн.: Литературное наследие Расула Гамзатова в контексте отечественной и мировой художественной культуры. Материалы Международной научной конференции, посвященной 100-летию со дня рождения Расула Гамзатова. — Махачкала, 2023. — С.221-226. — https://www.elibrary.ru/download/elibrary_54682717_29900033.pdf
- Усеинов Т. Б. Крымскотатарская дворцовая литература XV–XVII веков // «Проблема жанра в филологии». Материалы XVIII Всероссийской научно-практической конференции, приуроченной к 100-летию со дня рождения Расула Гамзатова и 120-летию А.Ф. Назаревича. Дагестанский государственный университет. Декабрь, 2023. — Махачкала: ДГУ, 2023. — 262 с. — https://www.elibrary.ru/download/elibrary_61470621_36266610.pdf
- Усеинов Т. Б. Социофонетические особенности языка текстов крымских государственных указов внутреннего назначения времён Газы Герай хана II (1554—1607) // «Социофонетика и фоностилистика: от теории к практике». Материалы VI Межрегиональной научной конференции, Крымский федеральный университет имени В. И. Вернадского. 15-16 июня, 2023 г. — Симферополь: «Полипринт», 2023. — C. 11-12 с. — https://www.academia.edu/115278414, https://www.elibrary.ru/download/elibrary_59950961_75669076.pdf
- Усеинов Т. Б. Репрезентация магической обрядности как древнего элемента лингвокультурного типажа степного крымского татарина рубежа XIX—XX вв. // Вопросы крымскотатарской филологии, истории и культуры. — 2023. — Выпуск 16. — С. 80-83. — https://www.academia.edu/112951450, https://www.elibrary.ru/download/elibrary_56575074_86972634.pdf
- Усеинов Т. Б. Османо-крымскотатарский классический период XVI—XVII вв., как продолжение арабского и иранского ренессанса // «Конвергентные технологии XXI: вариативность, комбинаторика, коммуникация». Материалы VIII Международной междисциплинарной научной конференции, Крымский федеральный университет имени В. И. Вернадского. 23-24 ноября, 2023 г. — Симферополь, 2024. — C. 493-494 с. — https://www.elibrary.ru/download/elibrary_68023326_78208291.pdf
- Усеинов Т. Б. Вопросы семантики в поэтическом наследии Мемедемина Яшара (1936–2007) «Филология. Социальная и национальная вариативность языка и литературы» [Электронный ресурс]: материалы IX Международного научного конгресса, Крымский федеральный университет имени В. И. Вернадского, 4-5 апреля 2024 г. / ред. Е. В. Полховская. – Электрон. дан. – Симферополь: ИТ «АРИАЛ», 2024. – С. 853-855. — https://www.elibrary.ru/download/elibrary_69584767_98837869.pdf
- Усеинов Т. Б. Противопоставление цветовых характеристик, как приём усиления эмоциональной окраски, при изображении отдельно взятого образа в средневековой крымскотатарской ашыкской поэзии // Научный вестник Крыма. — 2024. — № 3 (49). — С. 1-10. — https://www.elibrary.ru/download/elibrary_67315747_20192239.pdf
- Усеинов Т. Б. Тема Родины в поэзии Мемедемина Яшара (1936-2007 гг.) // Вопросы крымскотатарской филологии, истории и культуры. — 2024. — Выпуск 17. — С. 20-26. — https://www.elibrary.ru/download/elibrary_67967037_28033730.pdf